# Anna Haava
Anna Haava (Kodavere, Estonia, 15 de octubre de 1864 – Tartu, Unión Soviética, 13 de marzo de 1957) fue una poeta, escritora y traductora estonia de los siglos XIX y XX. En 1922, fue una de las fundadoras de la Unión de Escritores de Estonia. A lo largo de su vida, recibió numerosos reconocimientos, entre ellos la Orden de la Cruz del Águila de 3.ª clase (1930), la Orden de la Cruz Roja de Estonia de 2.ª clase (1935), el título de Escritora del Pueblo de la RSS de Estonia (1954) y la Orden de la Insignia de Honor.

## Biografía

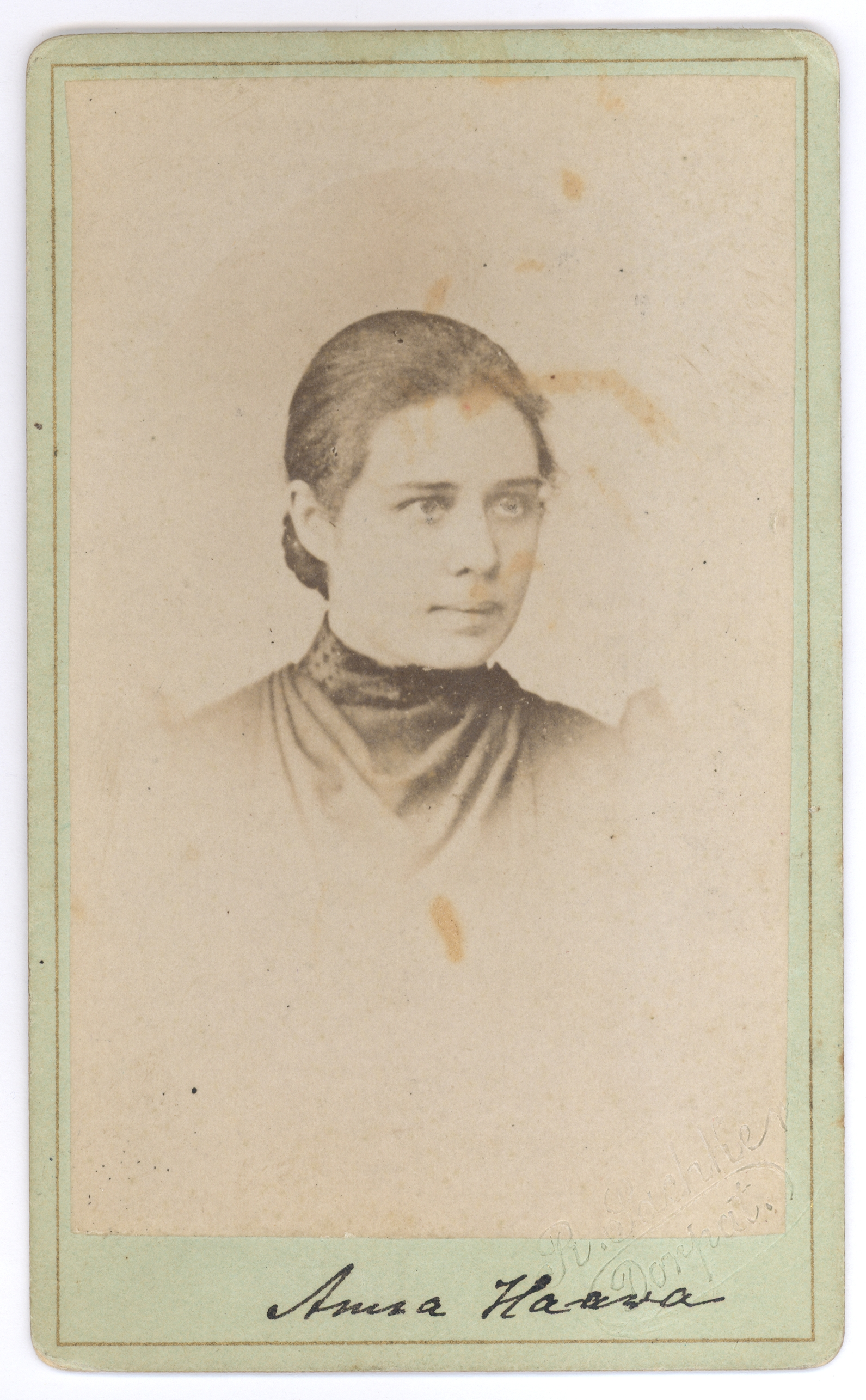
Haava, ca. 1885.

Anna Rosalie Haavakivi nació el 15 de octubre de 1864 en la zona rural de la parroquia de Kodavere, hoy parte de la parroquia de Peipsiääre, en el este de Estonia. Su padre, Joosep Haavakivi (1836–1891), se casó en 1860 con Sohvi Janast, oriunda del pueblo de Punikvere. En la familia campesina del molino-granja Haavakivi, Anna creció junto a su hermana mayor, Elisabet (1860–1893), y su hermano menor, Rudolf (1870–1950). Se cuenta que, cuando su padre tocaba el violín, Anna solía acompañarlo cantando; esta musicalidad marcaría profundamente su poesía y su escritura.
En 1873, Anna comenzó su educación formal en las escuelas de Pataste y Saare-Vanamõisa, y entre 1880 y 1884 asistió a la escuela privada de idioma alemán de Hoffmann en Tartu. Más tarde se graduó de la Escuela Superior Femenina de Tartu —también en alemán— con un diploma de maestra domiciliaria, el único tipo de educación superior disponible para mujeres estonias en ese entonces. Tras ello, trabajó como maestra de jardín de infancia en Tartu.
El dominio de las lenguas fue un recurso valioso para ella a lo largo de su vida, ya que Estonia atravesó períodos de dominio ruso zarista, independencia nacional, ocupación alemana durante la Segunda Guerra Mundial y posterior anexión a la URSS por parte de la Rusia soviética.
Durante sus estudios en la escuela alemana, se le asignó un nombre «más germánico», Anna Rosalie Espenstein, y se le enseñó a comportarse como buena alemana. Sin embargo, al graduarse, Anna insistió en retomar su nombre de nacimiento, Haavakivi, reafirmando su identidad como estonia patriota. Aunque hoy se la recuerda ampliamente por el apellido Haava, este no fue su nombre oficial hasta 1939.

## Carrera

### Escritos
Anna Haava fue una poeta activa durante toda su vida adulta, desde los 22 años hasta su vejez. Su primer poema se publicó en el periódico Postimees tras la muerte de la destacada poeta estonia Lydia Koidula en el verano de 1886. El poema, titulado A Koidula, fue firmado como «Una chica estonia». Esta obra sería la primera de muchas que Haava vería impresas.
Sus tres primeras colecciones —Luuletused I (Poemas I, 1888), II (1890) y III (1897)— contienen canciones románticas y sentimentales, centradas principalmente en el tema del amor. Al momento de su publicación, los poemas juveniles de Haava recibieron una cálida acogida del público, y los tres volúmenes fueron reimpresos varias veces.
También publicó cuentos en revistas, una colección de aforismos titulada Peotäis tõtt (Un puñado de verdad, 1900) y una obra en prosa que describe su hogar de la infancia: Väikesed pildid Eestist (Pequeñas imágenes de Estonia, 1911).
A partir de 1906, comenzó a publicar colecciones con un tono menos alegre, como Lained (Olas). En ellas, Haava condenó la injusticia, la violencia y la discriminación étnica, crítica que se acentuó en colecciones como Ristlained (Olas cruzadas, 1910) y Meie päevist (De nuestros días, 1920). Su poesía se volvió aún más personal en Põhjamaa lapsed (Niños de los países nórdicos, 1913), Siiski on elu ilus (Sin embargo, la vida es bella) y Laulan oma eesti laulu (Canto mi canción estonia, 1935). Su última colección original de poemas apareció en 1954.
Haava fue una de las fundadoras de la Unión de Escritores de Estonia en 1922. En 2006 salió a la luz el manuscrito inédito Mälestusi Laanekivi Manni lapsepõlvest (Recuerdos de la infancia de Laanekivi Mann), y en 2008 se publicó una recopilación de su poesía bajo el título Luule (Poemas), que reúne hasta 700 composiciones.

### Musicalidad
No puedo vivir sin canciones:

Si me callo de repente, -A
mundo sin canciones se volverá estrecho,

El latido del corazón se romperá.
Anna Haava (Traducción de B. Kozhun).

Haava impregnó muchos de sus poemas con una musicalidad notable que facilitó su adaptación como letras para composiciones musicales de artistas contemporáneos de su época. Ya en 1887, Miina Härma, una joven organista que estudiaba en San Petersburgo, puso música por primera vez a poemas de Haava, y desde entonces más de 200 de sus poemas han sido musicalizados por otros compositores. Algunas de esas canciones inspiradas en Haava llegaron a ser populares en festivales regionales o evolucionaron en canciones de estilo folclórico. También escribió el libreto de la ópera Lembitu tütar (La hija de Lembitu) de Artur Lemba en 1908.
Su obra sigue publicándose. En 2006 apareció una partitura musical en alemán titulada Kolm eesti laulu Anna Haava sõndele (1937–1940) = Drei Lieder für eine Singstimme mit Klavierbegleitung nach Gedichten von Anna Haava (Tres canciones para una voz con acompañamiento de piano basadas en poemas de Anna Haava), cuyos autores figuran como Gregor Heuer y Anna Haava.

### Traducciones

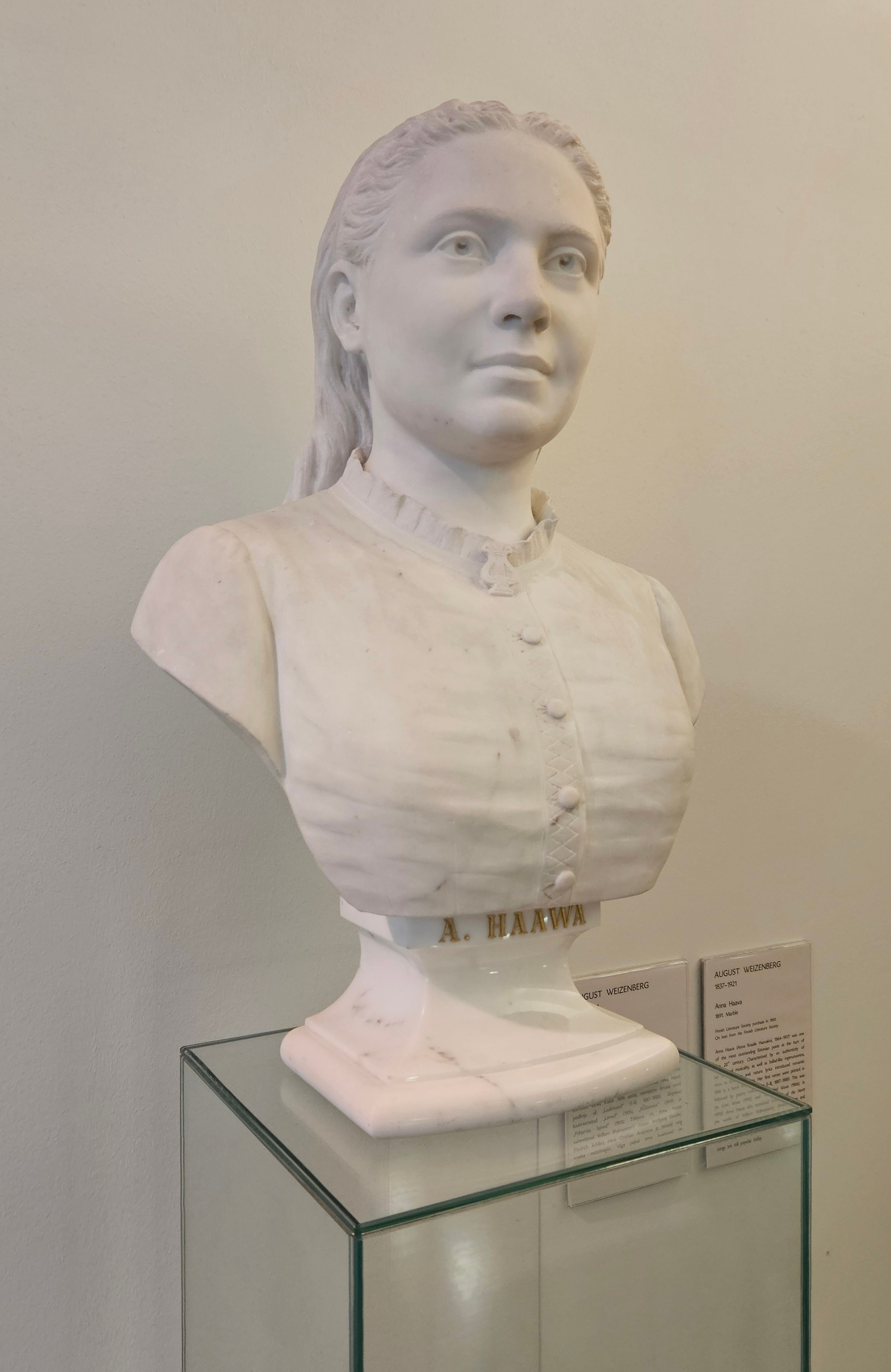
Réplica de un busto de Haava de 1889 por August Weizenberg.

Como traductora, Haava logró obtener ingresos al poner a disposición del público estonio importantes obras de la literatura extranjera, entre ellas Egmont de J. W. Goethe, Guillermo Tell de F. Schiller, Edipo Rey de H. Hofmannstahl, El sueño de una noche de verano de W. Shakespeare y los cuentos de hadas de Hans Christian Andersen, entre otras. También tradujo obras sobre mitología antigua como Greeka muinaskangelased (Héroes mitológicos griegos) de I. C. Andrä y R. Schneider, y Rooma muinaskangelased (Héroes mitológicos romanos) de G. Schalk.
Sus propios poemas también fueron ampliamente traducidos a diversos idiomas, incluyendo ruso, finés, sueco, húngaro, alemán, italiano, esperanto, inglés, entre otros.

## Dificultades
De joven, Anna comenzó a cantar en un coro popular y se enamoró de un estudiante de la facultad de teología de la Universidad de Tartu. Pero tenía solo 25 años cuando, uno tras otro, murieron tanto sus padres como el joven estudiante. Dos años después, también falleció su única hermana, Liisa.
Con su vida personal hecha pedazos, viajó a Leipzig, en Alemania, por motivos de salud, y luego se trasladó durante varios años a San Petersburgo, Rusia, donde trabajó como enfermera y maestra. En 1906 regresó a Estonia y se instaló en Tartu, donde, por un tiempo antes de la Primera Guerra Mundial, formó parte del equipo editorial del periódico Postimees. Más tarde trabajó como escritora y traductora independiente.
Haava nunca tuvo muchos ingresos. A partir de 1920, empezó a recibir una pensión para escritores y, en 1945, se le otorgó una pensión personal.

## Fallecimiento

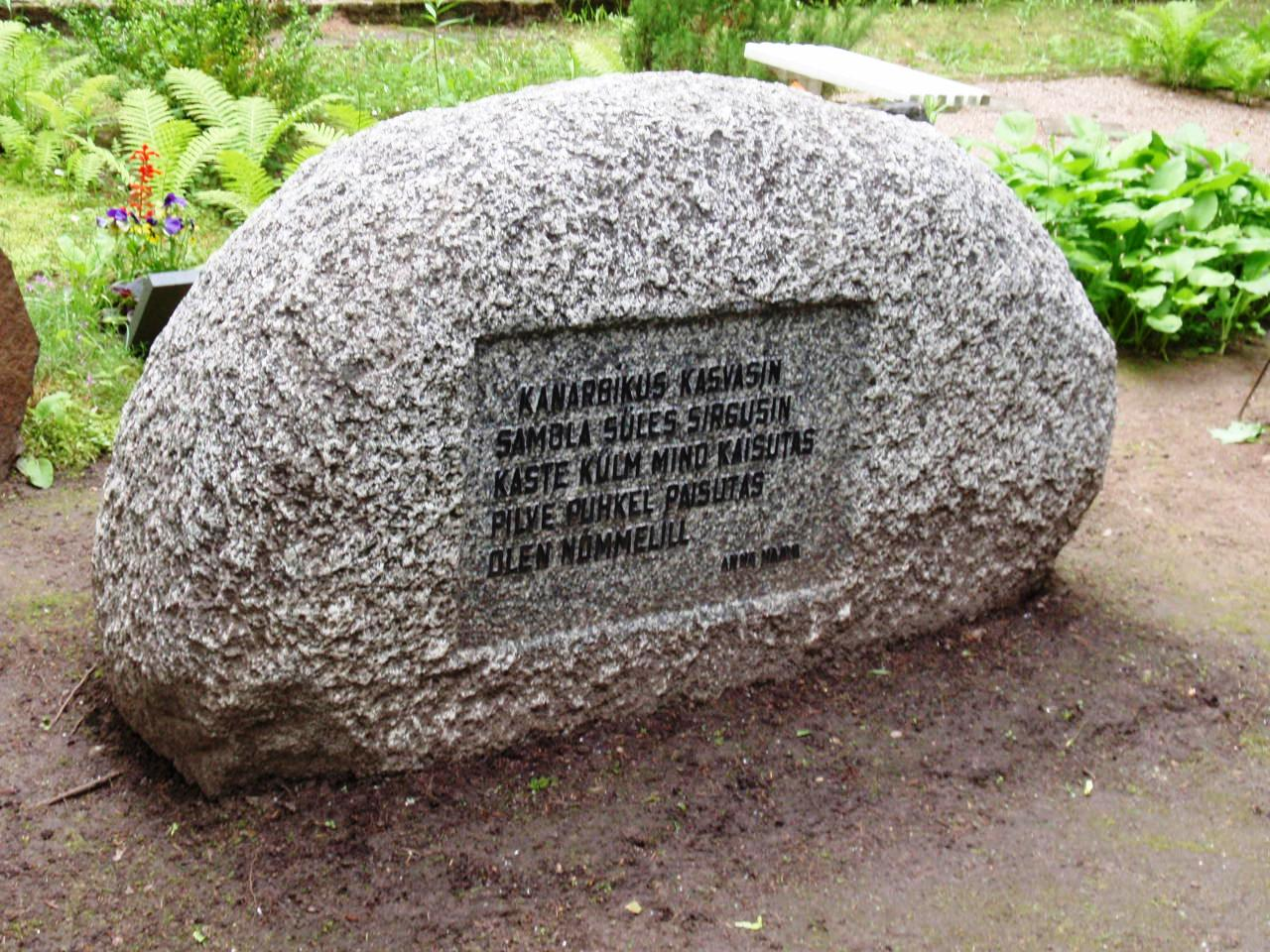
Conmemoración de Anna Haava en la tumba.

En 1954, la ciudad de Tartu celebró el 90.º cumpleaños de la poeta en el salón ceremonial de la Universidad de Tartu. Como parte de esa ocasión, también se le dio su nombre a una calle de la ciudad.
Anna Haava murió en Tartu a los 92 años, el 13 de marzo de 1957, y fue enterrada en la sección Maarja del cementerio Raadi de la misma ciudad. Una lápida con uno de sus poemas señala el lugar de su sepultura.
En 2006 se inauguró la Sala Conmemorativa Anna Haava en el Centro Comunitario de Assikvere, en el condado de Jõgeva, Estonia.

## Distinciones
- 3.ª Clase de la Orden de la Cruz del Águila, 1930.[9]

- 2.ª Clase de la Orden de la Cruz Roja de Estonia, 1935.[9]

- Escritora del Pueblo de la RSS de Estonia, 1954.[10]

- Orden de la Insignia de Honor.[10]